# لوفتوس ویلیام اوتوی
لوفتوس ویلیام اوتوی (انگلیسی: Loftus William Otway؛ ۲۸ آوریل ۱۷۷۵ – ۷ ژوئن ۱۸۵۴) فرد نظامی اهل پادشاهی متحد بریتانیای کبیر و ایرلند بود. وی همچنین برندهٔ جوایزی همچون شوالیه (عنوان) شده‌است.